# FK Tekstilac Odžaci

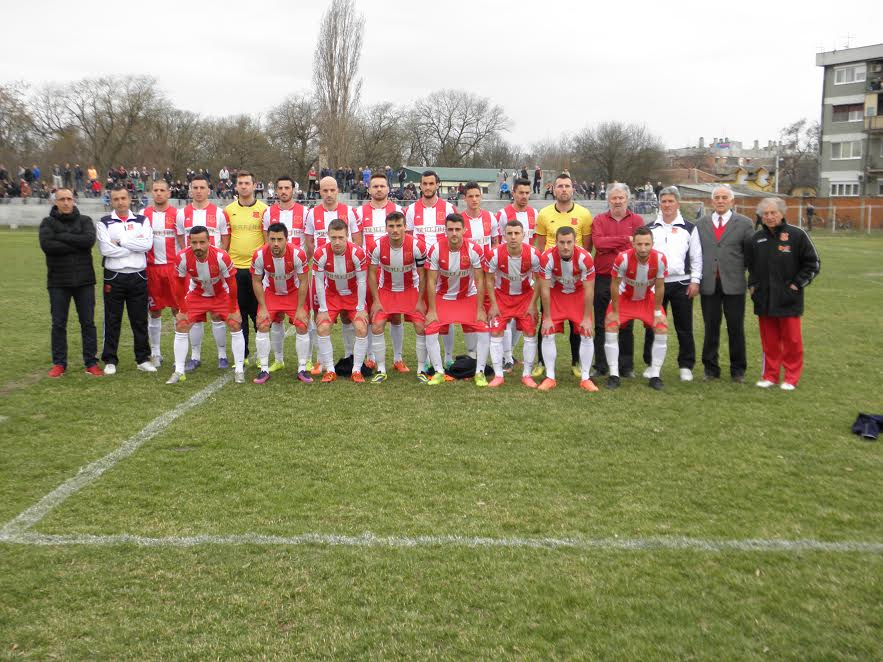
FK Tekstilac Odžaci under säsongen 2016–2017.

FK Tekstilac Odžaci (serbisk kyrilliska: ФК Текстилац Оџаци) är en serbisk fotbollsklubb från staden Odžaci i provinsen Vojvodina i norra Serbien. Klubben grundades den 19 april år 1919. Efter 104 år i lokala och lägre divisioner spelar FK Tekstilac Odžaci sedan 2023 i Serbiska superligan, Serbiens högsta division i herrfotbollen. 
Klubben spelar sina hemmamatcher på arenan Stadion Slavko Maletin Vava i närliggande Bačka Palanka. Stadion har en kapacitet på 5 500 åskådare. Fotbollsstadion Gradski stadion Odžaci i Odžaci saknar den publikkapacitet som krävs för att spela i superligan, då den bara har plats för 1 500 åskådare.